# Batalla de Naboo
La batalla de Naboo fue una campaña que tuvo lugar en el universo ficticio Star Wars vista en el episodio I titulado La amenaza fantasma y se libró en el planeta de Naboo durante el año 32 aBY (antes de la batalla de Yavin: año 0 en este universo en particular). Se libró entre la tribu de los Gungans y los soldados Naboo renegados contra la Federación de Comercio con el fin de devolver la paz y la libertad a este planeta, así como la libre circulación de mercancías.

## Campaña en tres lugares
La Batalla de Naboo tuvo tres momentos diferentes en su campaña: la Batalla de Theed, la Batalla de las Llanuras Hierbosas y la Batalla Espacial de Naboo. En cada una de estas hubo líderes de ambos bandos que dirigieron las tropas estratégicamente para hacerse con la victoria. 

### Batalla de las Llanuras Hierbosas
Los Gungans se enfrentaron al ejército droide de la Federación en unos campos hierbosos del planeta de Naboo, buscando distraer a la Federación de Comercio momentáneamente. 

### Batalla de Theed
Mientras los Gungan estaban luchando contra el ejército droide, los Naboo (acompañados por Padmé Amidala, Qui-Gon Jinn y Obi-Wan Kenobi) tendieron una trampa para capturar al Virrey de la Federación, Nute Gunray.
En otro lugar de Naboo, concretamente en las dependencias del Palacio, los dos Jedi se toparon con un personaje inesperado: Darth Maul, un sith el cual era el aprendiz, en aquellos momentos, de Darth Sidious. Luchó contra Obi-Wan y Qui-Gon y, tras un encarnizado combate, Darth Maul consiguió matar a Qui-Gon aunque no pudo defenderse del asalto de Obi-Wan y cayó por un precipicio. 

### Batalla Espacial de Naboo
Los Naboo continuaron hasta el palacio, donde unos pilotos especializados recuperaron sus cazas y se dirigieron hasta el bloqueo espacial con la misión de destruir la naves nodrizas de la Federación. Mientras tanto, el joven Anakin Skywalker destruyó el centro de control de los droides de la Federación y estos fueron desactivados. Por tanto, la Federación de Comercio perdió esta batalla y el planeta fue liberado. De este modo, se estableció la alianza de los humanos que habitaban en Theed y los Gungans que habitaban bajo los pantanos de Naboo.

## Después de la batalla de Naboo
No obstante, esta no fue la única batalla que se libró en Naboo. Tiempo después, en el año 18 aBY, cuando el Imperio Galáctico ya tenía dominada gran parte de la galaxia, este invadió Naboo con la ayuda de los clones. La batalla fue muy violenta, si bien sin resultados, ya que el Imperio terminó invadiendo el planeta pasando a formar parte de sus colonias imperiales.